# دودین
دودین (به چکی: Dudín) یک منطقهٔ مسکونی در جمهوری چک است که در ناحیه ییهلاوا واقع شده‌است. دودین ۸٫۳۵ کیلومتر مربع مساحت و ۱۷۰ نفر جمعیت دارد و ۶۲۷ متر بالاتر از سطح دریا واقع شده‌است.